# Martha Nause
Martha Nause (Sheboygan, 10 september 1954) is een Amerikaanse golfprofessional die sinds 2001 golft op de Legends Tour. Ze was ook actief op de LPGA Tour, van 1978 tot 1999.

## Loopbaan
In 1978 werd Nause een golfprofessional en ze maakte meteen haar debuut op de LPGA Tour. In augustus 1988, tien jaar na haar debuut, behaalde ze haar eerste zege op de LPGA door de Planters Pat Bradley International te winnen. In 1994 behaalde ze haar derde en laatste zege door de du Maurier Classic te winnen. In 1999 speelde ze haar laatste golfseizoen op de LPGA.
In 2001 debuteerde Nause op de Legends Tour. In 2006 behaalde ze haar eerste Legends-zege door de HyVee Classic te winnen.

## Erelijst

### Professional
LPGA Tour
| Nr. | Datum            | Toernooi                           | Score           | Score  | Info              |
| --- | ---------------- | ---------------------------------- | --------------- | ------ | ----------------- |
| 1   | 6 augustus 1988  | Planters Pat Bradley International | 14 ptn          | 14 ptn | Stablefordtelling |
| 2   | 25 augustus 1991 | LPGA Chicago Sun-Times Shoot-Out   | 68-73-69-65=275 | –13    |                   |
| 3   | 28 augustus 1994 | du Maurier Classic                 | 65-71-72-71=279 | –9     |                   |

Legends Tour
- 2006: HyVee Classic

## Teamcompetities
Professional
- Handa Cup ( USA): 2006 (winnaars)